# Palygorskit
Das Mineral Palygorskit, veraltet auch als Bergleder, Bergkork, Bergholz oder Bergfleisch sowie als Attapulgit bekannt, ist ein Schichtsilikat mit der chemischen Zusammensetzung (Mg,Al)4[OH|(Si,Al)4O10]2 · (4+4) H2O. Die in den runden Klammern angegebenen Elemente Magnesium und Aluminium bzw. Silicium und Aluminium können sich in der Formel jeweils gegenseitig vertreten (Substitution, Diadochie), stehen jedoch immer im selben Mengenverhältnis zu den anderen Bestandteilen des Minerals.
Es kristallisiert im monoklinen Kristallsystem und bildet durchscheinende bis undurchsichtige, meist nadelige Kristalle, aber auch faserige bis massige Aggregate von weißer, gräulicher bis gelblicher oder graugrüner Farbe. In dünnen Schichten kann er auch farblos sein. Sichtbare Kristallflächen und faserige Aggregate weisen einen wachsähnlichen Glanz auf, die massigen Aggregate sind dagegen eher erdig matt.
Es kann an einzelnen Fundorten zwar reichlich vorhanden sein, ist insgesamt aber wenig verbreitet.

## Etymologie und Geschichte
Erstmals entdeckt wurde Palygorskit in der so genannten „Zweiten Mine“ am Fluss Popowka bei Palygorsk im Ural in der russischen Region Perm. Erstmals beschrieben wurde das Mineral 1862 von T. V. Savchenkov, der es nach seiner Typlokalität benannte.
Seine synonyme Bezeichnung Attapulgit erhielt das Mineral nach einer Fundstätte nahe der Stadt Attapulgus in Georgia, USA.

## Klassifikation
In der mittlerweile veralteten, aber noch gebräuchlichen 8. Auflage der Mineralsystematik nach Strunz gehörte der Palygorskit zur Mineralklasse der „Silikate und Germanate“ und dort zur Abteilung der „Schichtsilikate (Phyllosilikate)“, wo er zusammen mit Falcondoit, Kalifersit, Loughlinit, Sepiolith, Tuperssuatsiait und Yofortierit die unbenannte Gruppe VIII/H.33 bildete.
Die seit 2001 gültige und von der International Mineralogical Association (IMA) verwendete 9. Auflage der Strunz’schen Mineralsystematik ordnet den Palygorskit ebenfalls in die Klasse der „Silikate und Germanate“ und dort in die Abteilung der „Schichtsilikate (Phyllosilikate)“ ein. Diese Abteilung ist allerdings weiter unterteilt nach der Struktur der Silikatschichten, so dass das Mineral entsprechend seinem Aufbau in der Unterabteilung „Einfache tetraedrische Netze aus 6-gliedrigen Ringen, verbunden über oktaedrische Netze oder Bänder“ zu finden ist, wo es nur noch zusammen mit Tuperssuatsiait und Yofortierit die unbenannte Gruppe 9.EE.20 bildet.
Auch die vorwiegend im englischen Sprachraum gebräuchliche Systematik der Minerale nach Dana ordnet den Palygorskit in die Klasse der „Silikate und Germanate“ und dort in die Abteilung der „Schichtsilikate: modulierte Lagen“ ein. Hier ist er als einziges Mitglied/zusammen mit Kalifersit, Tuperssuatsiait und Yofortierit in der „Palygorskit-Sepiolithgruppe (Palygorskit-Untergruppe)“ mit der System-Nr. 74.03.01a innerhalb der Unterabteilung „Schichtsilikate: modulierte Lagen mit verbundenen Streifen“ zu finden.

## Kristallstruktur
Palygorskit kristallisiert monoklin in der Raumgruppe C2/m (Raumgruppen-Nr. 12) mit den Gitterparametern a = 12,70 Å; b = 17,83 Å; c = 5,24 Å und β = 95,8° sowie zwei Formeleinheiten pro Elementarzelle.

## Eigenschaften
Ein Teil seines Kristallwassers ist fest als Konstitutionswasser (auch Strukturwasser) eingebunden, ein anderer Teil dagegen „zeolithisch“ nur locker eingelagert. Beim Erhitzen auf 220 °C können davon bis zu 15 % allmählich abgegeben werden.

## Bildung und Fundorte

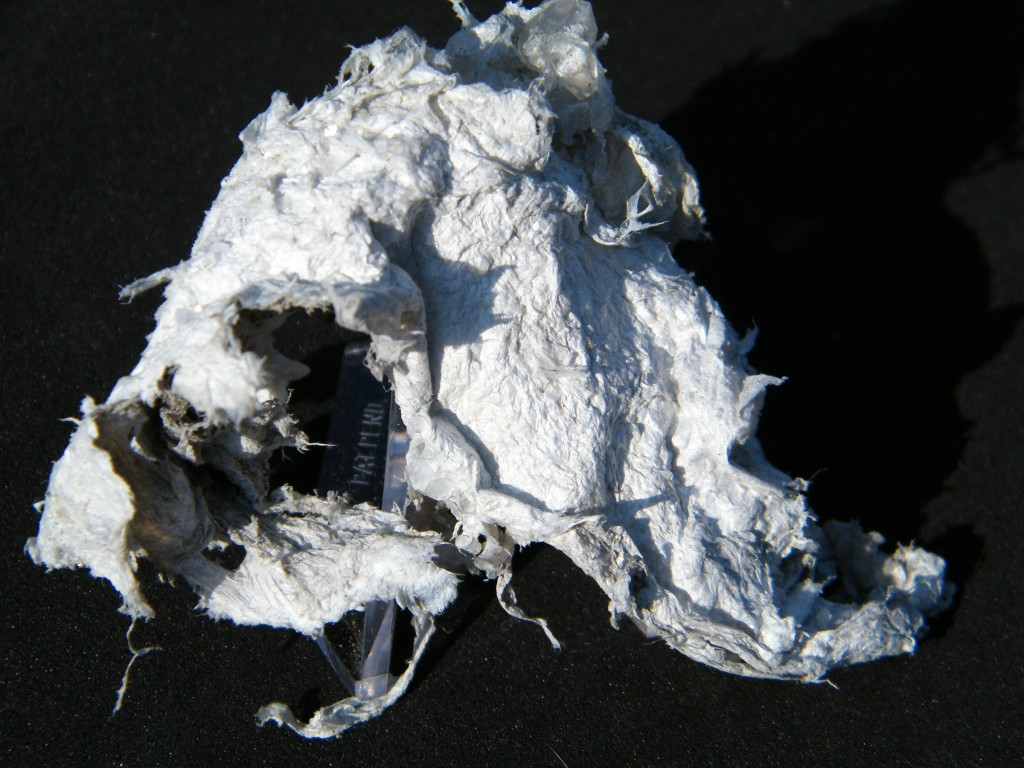
Faseriger, biegsamer Palygorskit mit Calcit aus Metaline, Pend Oreille County, Washington, USA (Größe: aufgerollt etwa 5 × 5 cm, ausgerollt 10 × 5 cm)

Palygorskit bildet sich hydrothermal in verschiedenen Gesteinen wie Granit, Marmor oder Serpentinit.
Weltweit sind bisher (Stand: 2012) 265 Fundorte für Palygorskit bekannt. Neben seiner Typlokalität „Zweite Mine“ bei Palygorsk trat das Mineral in Russland noch in der ebenfalls im Ural liegenden Mine Sachara, der Tscheremschanskoje-Mine und den Lagerstätten Sinar und Akkermanovskoe auf. Des Weiteren fand sich das Mineral auch in der Republik Sacha (Jakutien), bei Kawalerowo, auf der Halbinsel Kola und in der Region Wolga.
In Deutschland konnte das Mineral bisher nur bei Marktredwitz (Ziegelhütte), an mehreren Orten bei Wunsiedel und am Zeilberg in Bayern gefunden werden. Jüngster Fundort ist Trebur in Hessen, wo Palygorskit beim Abteufen einer Geothermiebohrung angetroffen wurde.
In Österreich fand sich Palygorskit bisher vor allem in Kärnten, Salzburg und der Steiermark (Friesach-Hüttenberg, Frauenkogel, Gailtaler Alpen, Hohe Tauern, Koralpe, Oberdorf an der Laming), aber auch bei Atzelsdorf (Brunn an der Wild) in Niederösterreich und bei Mauthausen in Oberösterreich.
In der Schweiz trat Palygorskit unter anderem bei Büren an der Aare (Bern), Entlebuch LU (Luzern), Ennetbürgen und Stansstad (Nidwalden), Crissier (Waadt) und im Binntal (Wallis) auf.
Weitere Fundorte liegen unter anderem in Australien, Bulgarien, Chile, China, Ecuador, Frankreich, Grönland, Iran, Irak, Italien, Japan, Kanada, Kasachstan, Katar, Kirgisistan, Madagaskar, Marokko, Mexiko, Namibia, Norwegen, Peru, Polen, Rumänien, Saudi-Arabien, Schweden, Senegal, der Slowakei, Slowenien, Spanien, Tschechien, Türkei, Ukraine, Ungarn, Usbekistan, im Vereinigten Königreich und den Vereinigten Staaten.

## Verwendungen
Liegt Palygorskit an der Oberfläche, ist er ein verlässlicher Paläoklimaanzeiger, da er unter humiden bis semihumiden Bedingungen schnell zu Smektit umgewandelt wird.
Bei lokal starken Vorkommen fand Palygorskit als Wärme- oder Schallisolationsmaterial statt Asbest Verwendung.
Palygorskit wird aufgrund seines dem Opal ähnlichen Aussehens als Schmuckstein-Imitation unter dem Handelsnamen Angel-Skin-Opal verkauft (siehe dazu auch Schmuckstein).
Forscher entdeckten auf dem Grund eines Brunnens in Chichén Itzá, den die Maya für Menschenopfer an ihren Regengott Chaac benutzten, eine vier Meter dicke Schicht blauer Farbe. Erst Chemiker konnten durch Experimente klären, dass das „Maya-Blau“ genannte Pigment mithilfe von Palygorskit und Indigo, die zusammen erhitzt werden, erzeugt werden kann.
In vielen Ländern ist Attapulgit (z. B. in Indonesien als New Diatabs oder in Kanada als Kaopectate) als Mittel gegen Diarrhoe zugelassen und wird so eingesetzt.
In Deutschland ist es im Bereich der Veterinärmedizin gängig.